# Radio.blog
Radio.blog était le nom d'un programme, en Flash et en PHP, permettant d'écouter gratuitement de la musique, de toutes variétés sur  Internet.
Ces radioblogs sont une partie indexés sur le site web radioblogclub.com. Radioblog était le cinquième terme le plus cherché comme occurrence sur Google en 2006 et est visité par environ vingt millions d'internautes par mois.

## Concept
Radio.blog.club est un script utilisant les technologies JavaScript, Flash et PHP afin de permettre d'insérer un lecteur de musique sur une page personnelle ou un blog.
Les fichiers musicaux sont encodés au format MP3 avec un taux d'échantillonnage à 22 050 Hz, un débit de 64 kb/s, et renommés en .rbs. Ils sont stockés sur les serveurs FTP des membres. Les fichiers sont ensuite lus par streaming.
Le site radioblogclub.com et référence une centaine de sites et blogs par jour, qui utilisent ce script, et permet d'écouter plus de 300 000 morceaux (début 2007) mis en ligne par les membres.

## Histoire
Radio.blog.club a débuté en 2003, par Benoît Tersiguel, de son pseudo "Astro", formé à l'école des Gobelins.
À l'origine présent dans les blogs francophones, Radio.blog.club a franchi l'Atlantique. La majorité des utilisateurs est aujourd'hui anglophone (Amérique du Nord).
Benoît Tersiguel a fondé en février 2005 une entreprise, Mubility, qui gère Radio.blog.club, et peut être bientôt TV.blog.club. Elle emploie plusieurs développeurs. « Au départ, j'ai conçu une application pour diffuser de la musique sur mon blog. Ensuite, j'ai partagé cette application avec les autres blogueurs et j'ai commencé à référencer les morceaux qui étaient diffusés sur les différents radio.blog, le site est visité par 15 millions de visiteurs uniques chaque mois, venant du monde entier. Et l'audience augmente régulièrement. « Une centaine de radio.blog sont référencés chaque jour » affirme Benoît Tersiguel en 2007 dans une interview.
Le 14 mars 2007, radio.blog.club ferme pendant plusieurs jours, à la suite de la demande de la SACEM qui réclame 8 % des recettes publicitaires mondiales. Mubility refuse mais le site reprend quelques jours plus tard. La Sacem et Mubility rentrent en négociations.
Le 3 septembre 2009, le tribunal correctionnel de Paris condamne la société Radioblog à verser plus d'un million d'euros aux deux organisations de producteurs qui le poursuivaient. Jugement confirmé en appel le 2 mars 2011 et en cassation le 10 octobre 2012.

## Légalité

### Positionnement
Radio.blog.club n'héberge aucun morceau : ils sont tous stockés sur les différents sites des utilisateurs. Les premiers responsables de violations de copyright sont donc les utilisateurs et non le site lui-même. Le site cherche aussi du mieux qu'il peut à empêcher les utilisateurs de connaître l'adresse réelle des fichiers afin qu'ils ne soient pas tentés de les télécharger et de les graver.
Comme ce sont les utilisateurs qui mettent à dispositions des internautes les fichiers, ils ne devraient pas mettre des fichiers protégés par copyright sans accord avec les ayants droit. Dans la pratique, Radio.blog.club est une réserve de fichiers sous copyright.
Il se pose le problème de la définition de Radio.blog.club : Est-ce une (/des) Webradio(s), sans diffusion continue ? Est-ce un réseau de mise à disposition de fichiers musicaux ? Cela dépend du savoir-faire de l'utilisateur.
Dans ses conditions d'utilisation, les éditeurs du logiciel prétendent que « Radio.blog n'est pas un "logiciel manifestement destiné à la mise à disposition du public non autorisée d'œuvres ou d'objets protégés" au sens de l'article L. 335-2-1. du Code de la Propriété Intellectuelle » et demandent que « toute personne [...] qui fait usage du logiciel Radio.blog pour mettre une ou des œuvre(s) musicale(s) à la disposition du public s'engage à le faire dans le strict respect du Code de la Propriété Intellectuelle ».
La société Mubility se défend contre toute accusation en indiquant que « la société Mubility ne pourra être recherchée ou poursuivie pour avoir mis elle-même à la disposition du public une œuvre musicale qui sera reconnue avoir été communiquée au public en infraction du droit de ses ayants droit »
Ces assertions provenant de l'éditeur lui-même ne permettent évidemment pas de conclure que le site Radio.blog.club et son logiciel sont légaux, en l'absence d'une part de tout accord avec la SACEM sur la rémunération des ayants droit, d'autre part de l'accord des maisons de disques au titre des droits voisins du droit d'auteur, et enfin de toute jurisprudence concernant la question (pénale) de la qualification de « logiciel manifestement destiné à... »
Ce sont ces incertitudes relatives au cadre juridique du site et du logiciel qui ont probablement conduit leurs fondateurs à fermer  le service en France, aux États-Unis et au Royaume-Uni en mars 2008.

### Condamnation des créateurs
En mars 2011, soit un an et demi après un premier jugement (3 septembre 2009), les créateurs du site ont été condamnés à dix mille euros d'amende et un million d'euros de dommages et intérêts pour "mise à disposition du public d'un logiciel conduisant à l'écoute et au partage non autorisé d'œuvres musicales protégées".